# Inglés estadounidense
El inglés estadounidense, conocido comúnmente como inglés americano, (en inglés: American English o U.S. English; abreviación: AmE, AE, AmEng, USEng, o en-US) se refiere al grupo de dialectos y acentos del idioma inglés que se hablan en los Estados Unidos de América. Esta variedad del inglés se considera en la actualidad como la más influyente a nivel mundial. Se estima que casi dos tercios de los hablantes nativos del inglés viven en los Estados Unidos. Los dialectos estadounidenses son muy parecidos a los de Canadá.
El uso del inglés en los Estados Unidos se heredó de la colonización británica de América. La primera oleada de colonos de habla inglesa llegó a América del Norte en el siglo XVII. En ese tiempo, había también en el continente hablantes de neerlandés, francés, español, alemán, sueco, escocés, galés, irlandés, gaélico escocés y finés, y diversos idiomas indígenas americanos. En ocasiones, los dialectos del inglés estadounidense junto al inglés canadiense se agrupan bajo el término de inglés norteamericano.

## Fonología
| Monoptongos              | Monoptongos                     | Monoptongos                               |
| ------------------------ | ------------------------------- | ----------------------------------------- |
| Fonema general de inglés | Fonema estadounidense           | Ejemplos de palabras                      |
| /æ/                      | æ                               | bath, trap, pass                          |
| /æ/                      | ɛə~eə                           | dance, hand, lamb                         |
| /ɑː/                     | ɑ~ä                             | ah, bra, spa, con, top, wasp              |
| /ɒ/                      | ɑ~ä                             | ah, bra, spa, con, top, wasp              |
| ɑ~ɒ~ɔə                   | dog, loss, off all, bought, law |                                           |
| ɑ~ɒ~ɔə                   | dog, loss, off all, bought, law | /ɔː/                                      |
| /ɛ/                      | ɛ                               | dress, met, bread                         |
| /ə/                      | ə                               | arena, polite, syrup                      |
| /ɪ/                      | ɪ                               | hit, skim, tip                            |
| /iː/                     | i                               | chic, meat, see                           |
| /ɨ/                      | ɪ                               | island, gamut, wasted                     |
| /ʌ/                      | ʌ                               | bus, flood, what                          |
| /ʊ/                      | ʊ                               | book, put, should                         |
| /uː/                     | u̟~ʊu~ʉu~ɵu                      | food, glue, new                           |
| Diptongos                |                                 |                                           |
| /aɪ/                     | äɪ                              | bride, dine, spy                          |
| /aɪ/                     | ʌɪ~ɐɪ                           | bright, dice, spike                       |
| /aʊ/                     | aʊ~æʊ                           | now, ouch, scout                          |
| /eɪ/                     | eɪ                              | lame, rein, stain                         |
| /ɔɪ/                     | ɔɪ~oɪ                           | boy, choice, moist                        |
| /oʊ/                     | oʊ~ɔʊ~ʌʊ                        | goat, oh, show                            |
| Vocales róticas          |                                 |                                           |
| /ɑr/                     | ɑɚ~ɑɹ                           | barn, car, park                           |
| /ɪər/                    | ɪɚ~iɚ                           | ear, peer, tier                           |
| /ɛər/                    | ɛɚ                              | bare, bear, there                         |
| /ɜr/                     | ɚ                               | burn, doctor, first, heard, learn, murder |
| /ər/                     | ɚ                               | burn, doctor, first, heard, learn, murder |
| /ɔr/                     | ɔɚ~oɚ                           | hoarse, horse, poor score, tour, war      |
| /ɔər/                    | ɔɚ~oɚ                           | hoarse, horse, poor score, tour, war      |
| /ʊər/                    | ɔɚ~oɚ                           | hoarse, horse, poor score, tour, war      |
| /jʊər/                   | jʊɚ~jɚ                          | cure, Europe, pure                        |
|                          |                                 |                                           |

De muchas maneras, comparado con el inglés del Reino Unido, la fonología del inglés estadounidense se considera más conservadora. Algunos acentos distintivos pueden encontrarse en la Costa Este (por ejemplo: en Nueva Inglaterra Oriental y Nueva York), en parte porque estas regiones estaban en contacto con Inglaterra e imitaban variedades prestigiosas de la metrópoli inglesa en el momento en que estas variedades iban sufriendo cambios. Muchas comunidades de la Costa Este han existido en su ubicación actual más tiempo que otras. Sin embargo, el habla del interior del país y la mezcla de diversos dialectos británicos, irlandeses y escoceses crearon una nueva base lingüística muy homogénea que originó al típico inglés estadounidense.
En la mayoría del habla inglesa en los Estados Unidos, se pronuncia la R en posición final de sílaba y ante pausa (aRt y sisteR). En el siglo XVII, la pronunciación rótica (con -r final y postvocálica) era aún mayoritaria en Inglaterra, especialmente al norte, al oeste y, obviamente, también en escocés e irlandés, dialectos que pesaron mucho en la formación del inglés estadounidense. Ya desde el siglo XVII, los dialectos del sureste de Inglaterra comenzaban a vocalizar esa R postvocálica y su expansión fue muy rápida en Inglaterra. Pero la presencia en los Estados Unidos del elemento irlandés y escocés, junto con hablas inglesas septentrionales, donde la R se mantiene, aseguró la conservación de la consonante en casi todo el inglés estadounidense.
Sin embargo, aquellos acentos de la costa atlántica, más permeables a la norma culta inglesa, como Nueva York, Nueva Inglaterra y algunas regiones al sur de EE. UU., siguieron la innovación de la metrópoli y enmudecieron o vocalizaron la -r no prevocálica, de modo que sister se articula como sista y art tiene una a alargada, pero sin el sonido de la -r, como aat. Actualmente, la influencia del inglés estadounidense general en los medios de comunicación, que mantiene la rótica, está causando la recuperación de la -r en los dialectos atlánticos.
Ha habido otros cambios en el inglés británico desde el siglo XVII que no se pueden ver en los Estados Unidos en la actualidad:
| Fonema antiguo                                             | Fonema moderno (británico) | Palabras con este fonema | Notas                                              |
| ---------------------------------------------------------- | -------------------------- | ------------------------ | -------------------------------------------------- |
| [æ] antes de [f], [s], [θ], [ð], [z], [v] o después de [n] | [ɑ]                        | bath, dance              | También es [ɑ] en acentos antiguos cerca de Boston |
| [t] en posición intervocálica                              | [ʔ]                        | bottle                   | No en todos los acentos                            |

Por otro lado, ha habido cambios en los Estados Unidos que no se pueden ver en el inglés británico ni en el habla internacional:
| Fonema antiguo                                       | Fonema moderno (estadounidense) | Palabras con este fonema               | Notas                                                                  |
| ---------------------------------------------------- | ------------------------------- | -------------------------------------- | ---------------------------------------------------------------------- |
| [t] o [d] en posición intervocálica o después de /r/ | [ɾ]                             | bottle                                 |                                                                        |
| [l] en todas posiciones                              | [ɫ]                             | lollipop                               |                                                                        |
| [ju] después de consonantes alveolares               | [u:]                            | new, duke, Tuesday, suit, resume, lute |                                                                        |
| [e], [i], [u] antes de /r/                           | [ɛ], [ɪ], [ʊ]                   | pair, peer, pure                       | No en todos los acentos                                                |
| [ɛ] antes de consonante nasal                        | [ɪ]                             | pen                                    | No en la mayoría de los acentos (pero al sur de EE. UU. especialmente) |
| [aɪ] antes de oclusiva sorda                         | [ɐɪ]                            | bike, rice, write,                     | En Canadá y mucho de EE. UU. (especialmente en el norte)               |

En la mayor parte de EE. UU. el fonema histórico de inglés /ɒ/ es inexistente, y se sustituye siempre por el fonema /ɑ/. Es decir, que palabras como father y bother, con vocales bien diferenciadas en el inglés británico, se pronuncian con la misma vocal en los Estados Unidos.

## Ortografía y pronunciación
En el año 1828, el primer diccionario para uso nacional fue publicado por el lexicógrafo y escritor local Noah Webster. En este libro incluyó algunas sugerencias para reformar la ortografía inglesa. Muchas de sus recomendaciones fueron adoptadas. Estas modificaciones también se utilizan en territorios que fueron o aún siguen siendo administrados por Estados Unidos (Liberia, Filipinas, Palaos, Puerto Rico, Islas Vírgenes de los Estados Unidos, Samoa Americana, Guam e Islas Marianas del Norte). Al otro lado del océano Atlántico, en el océano Pacífico y en los territorios que fueron o continúan siendo dominios británicos ubicados al sur de la frontera estadounidense; adoptaron otras reformas ortográficas que no se usan en los Estados Unidos, pero en Canadá siguen más o menos las reglas británicas.
Algunos ejemplos de diferencias en la ortografía (con unos ejemplos de diferencias léxicas incluidos):
- Las palabras terminadas en -or y sus derivadas, pronunciadas /ɚ/ (/əɹ/, diciendo claramente el sonido /ɹ/). Como tumor; armor, armored, armory; endeavor; labor, laborer; vigor; splendor, color, colorful, colorless; succor; favor, favorite; harbor, harbors; neighbor, neighbors, neighborhood; behavior, behavioral; y honor, honors, honored, honorable, entre otras. En la ortografía británica y la de los demás países de habla inglesa, -our. EXCEPCIONES: Las palabras glamour y velour, que se escriben así incluso en la ortografía estadounidense. También las palabras hour y devour, por su pronunciación diferente (/'aʊɚ/ y /dʲɪˈvaʊ̯ɚ/, respectivamente). Casos particulares son las palabras honorary y honorific; valorize, colorize, glamorize y vaporize (escritas estas últimas tres palabras de esta misma manera en la variedad canadiense, comparadas con la modalidad más común valorise, glamorise y vaporise), glamorous, vigorous y humorous, que se escriben así en cualquier ortografía del inglés. Esto también aplica para palabras como survivor, emperor, metaphor, donor, investigator, mayor, sponsor, perpetrator, fornicator, warrior, chancellor, terror, governor, minor, juror, tenor, superior, competitor, mediator, censor, surveyor, precursor, horror, director, investor, prospector, anchor, traitor, factor, vendor, respirator, entre otros sustantivos derivados de verbos. Unas excepciones para este último caso son las palabras savior y misdemeanor, que en la ortografía más común son saviour y misdemeanour.

- Las palabras terminadas en -er, pronunciadas /ɚ/ (/əɹ/, diciendo claramente el sonido /ɹ/). Como center, specter, meter, luster, saber, ocher, miter, theater, louver, somber, meager, caliber, reconnoiter, macaber, liter, scepter y fiber. También aplica para el verbo center y sus conjugaciones (centers, centered, centering). En los demás países, -re. NOTA: Las palabras water, traveler, yodeler, jeweler (escritas traveller , yodeller y jeweller en todas las demás variaciones del inglés a nivel mundial), organizer (también escrita de esta manera en la variedad canadiense, comparada con la modalidad más común organiser), manner, dexter, seducer, copper, pollster, defender, order, amber, supporter, fever, never, ever, under, over. carpenter, assembler, minister, tender, commissioner, oyster, number, dissenter, subscriber, filter, monster, temper, chapter, powder, enter, offer, tiger, spider, bewilder, member, cylinder, sober, letter, proper, sinister, disaster, cancer, neither, either, salamander, lavender, y los meses September, October, November y December se escriben así en todas las variaciones ortográficas del idioma inglés. También aplica para los adjectivos conjugados en forma comparativa (taller, younger, hotter, luckier, etc., incluyendo la conjugación irregular better.)

- Las palabras terminadas en -og. Como catalog, monolog, epilog, demagog, prolog, analog, travelog y dialog. También aplica para el verbo catalog y sus conjugaciones (catalogs, cataloged, cataloging; y el sustantivo derivado cataloger). La manera de escribir estas palabras en los demás países angloparlantes es -ogue.
- Se utilizan los sufijos -ize y -yze, pronunciados /a:ɪz/, en verbos, sus conjugaciones y palabras derivadas de estos verbos. Como organize y sus derivadas organization, organizational, organizes, organized, organizing y organizer; analyze, paralyze, catalyze; amorthize, amorthization; visualize, visualization; socialize, appetizer, legalize; immunize, immunization; recognize, recognizable, recognizably; criticize, optimize, optimization; emphasize, summarize, authorize, authorization, entre muchas otras. Los canadienses también aplican esta regla ortográfica particular. En las demás variantes de este idioma, todas estas palabras se escriben con S en vez de Z (-ise, -yse y sus derivados). EXCEPCIONES: Las palabras exercise, surmise, compromise, devise, revise, chastise, enterprise, supervise, disguise, circumcise, advertise, improvise, surprise, expertise, televise, comprise, que se escriben así en cualquier ortografía del inglés. También la excepción aplica para las palabras raise y promise, por su pronunciación diferente: /ɹɛ:ɪz/ y /ˈpɹɑ:məs/, respectivamente. Otra excepción aplica en las palabras price (sustantivo que significa "precio", pronunciado /pɹaɪs/) y prize (sustantivo cuyo significado es "premio", o verbo que se traduce a nuestro idioma como "apreciar" o "estimar", pronunciado /pɹa:ɪz/).
- Los verbos crystalize, anesthetize y tranquilize. En inglés canadiense estas palabras se escriben crystallize, anaesthetize y tranquillize. En el británico, la norma más común alrededor del mundo, crystallise, anaesthetise y tranquillise. Las palabras glamorize, colorize y vaporize se escriben así en ambas modalidades norteamericanas, a diferencia de la ortografía británica glamorise, colorise y vaporise.
- Las conjugaciones de los verbos de dos sílabas y cuyas últimas letras son: Una consonante + Una vocal + L, y palabras derivadas de ellos, a diferencia de la ortografía británica, se escriben con una sola L. Como dueling, dueled, duelist; canceling, canceled; traveler, traveling, traveled; counseling, counseled, counselor. El motivo es porque la sílaba tónica en estos verbos en su forma simple es la primera (duel, cancel, travel, counsel). Casos similares son model, channel, signal, level, pencil, grovel, swivel, dial, tunnel, revel, funnel, spiral, yodel, quarrel, trammel, pedal, chisel, squirrel, weasel, label, gruel, equal, shrivel, fuel, parcel, marshal, carol, total, barrel, snorkel, libel, marvel, indicada la sílaba tónica en todos ellos. EXCEPCIONES: La palabra cancellation, por contener dos sílabas después de la palabra original (cancel). Por otro lado, las palabras compelling y compelled; patrolling y patrolled; expelling y expelled; corralling y corralled; excelling y excelled; controlling, controlled y controller; repelling y repelled; se escriben con dos L inclusive en inglés estadounidense, por estar el acento de todas estas palabras localizado en la última sílaba en las palabras originales: compel, patrol, rebel, corral, expel, rappel, excel, control y repel. Otros verbos que llevan el acento en la última sílaba son prefer, forget, defer, begin, refer, transfer, admit, confer, infer, regret, omit y deter, entre otros, por lo que la última consonante también se escribe doble al conjugarlos en gerundio y en pasado simple o participio (en caso de ser regulares, en estos dos últimos casos) en cualquier variedad del inglés.
- La regla anteriormente explicada también aplica para adjetivos comparativos y superlativos cuya última letra es L, como crueler (than) y (the) cruelest. El adjetivo original, e indicada la sílaba tónica, es cruel. También aplica para el adjetivo marvelous, derivado del verbo marvel (indicada la sílaba tónica en el verbo con negrita). En las demás ortografías del inglés, estas palabras se escriben con doble L (crueller (than), (the) cruellest, marvellous)  .
- La explicación anterior también aplica para worshiping, worshiped; kidnaping, kidnaped; y programing, programed. En la ortografía estadounidense, esas consonantes no se escriben doblemente. Los verbos en infinitivo, con la sílaba acentuada indicada, son worship, kidnap; y program en inglés estadounidense.
- Los verbos enroll, distill, instill, fulfill, extoll, appall, install y enthrall, entre otros, se escriben con doble L en esta modalidad del inglés. En las demás, incluida la canadiense, con una sola L. Todos estos verbos, al conjugarse en pasado, gerundio y participio, se escriben con doble L en todas las modalidades del inglés (enrolling, enrolled, etc.). En el caso de la tercera persona del singular en presente simple (she, he o it), se escribe según la modalidad (enrolls en inglés norteamericano; enrols en inglés británico y los demás países de habla inglesa). El mismo criterio aplica para sustantivos derivados de estos verbos (enrollment en la ortografía norteamericana; enrolment en las ortografías británica y demás países de habla inglesa). EXCEPCIONES: Los verbos control y patrol, que se escriben con una sola L incluso en las dos modalidades norteamericanas.
- Hay ocasiones en que se omite la letra E en la escritura al final de sílaba, siendo incluida en la ortografía británica. La modalidad estadounidense también se usa en inglés canadiense. EJEMPLOS: abridgment, program, acknoledgment, ton, judgment, gram, annex, entre otras. En la ortografía británica: abridgement, programme, acknoledgement, tonne, judgement, gramme, annexe.
- Las palabras practice y license se escriben de la misma manera, sin importar si se refieren al sustantivo o al verbo. A diferencia de la ortografía británica, en que distinguen a los verbos (escritos con S: practise, license) de los sustantivos (con C: practice, licence). Otras diferencias de ortografía particulares: Las palabras defense, pretense y offense. En los demás países, estas tres palabras se escriben con C en vez de S. Por otro lado, los adjetivos offensive y defensive y el sustantivo pretension, derivados de las anteriormente mencionadas, se escriben con S en cualquier variedad del inglés. Caso similar es la palabra check, escribiéndose de la misma forma tanto el sustantivo como el verbo. (En las otras variedades del inglés, el sustantivo se escribe cheque y el verbo, check.) EXCEPCIÓN: El sustantivo advice, pronunciado /əð'vaɪs/ y el verbo advise, que se pronuncia /əð'va:ɪz/, se escriben de forma distinta en cualquier modalidad del inglés por la pronunciación diferente de estas dos palabras.
- Algunos verbos son clasificados como regulares. EJEMPLOS: leaped, spelled, leaned, kneeled, spoiled, dreamed, misspelled, learned, burned, entre otros casos. Esta conjugación particular también se aplica en la variedad canadiense. En las demás modalidades, incluyendo la británica, se escriben leapt, spelt, leant, knelt, spoilt, dreamt, misspelt, learnt, burnt, por lo que se clasifican como irregulares.
- Hay dos conjugaciones posibles en participio para el verbo get. En caso de enfatizar el proceso de obtener algo, la palabra es gotten. EJEMPLO: He has gotten a raise, o He's gotten a raise. Si se refiere a posesión, la conjugación a usar es "got". EJEMPLO: I have got a job, o más comúnmente I've got a job. Estos casos son válidos también en la modalidad canadiense. En las demás variantes de este idioma, solo se usa got para ambos contextos.
- Las fechas se expresan predominantemente en el formato mes-día. EJEMPLO: July 4 o July 4th, también aplicado en el inglés canadiense. El formato más comúnmente utilizado en los demás países de habla inglesa es día-mes.
- Se añade punto en cualquier abreviatura. EJEMPLOS: a.m., p.m., Mr., Mrs., Ms., St., Ave., Dr., entre otras. También se hace esto en la ortografía canadiense. Este signo se omite en la ortografía británica. Por cierto, al punto final en un enunciado o el usado en una abreviatura se le llama period en ambas modalidades norteamericanas, a diferencia del nombre británico full stop.
- Tanto en esta variedad como en la canadiense, se usa la preposición on al referirse a días de la semana o festividades. EJEMPLOS: on weekends, on Christmas. En la variedad original, la británica, la preposición que se utiliza en estos casos es at.
- Respecto a la pronunciación, es rótica. Es decir, la letra R se pronuncia claramente en cualquier posición (representada /ɚ/ al final de sílaba). EJEMPLOS: La palabra water se dice /'wɑ:ɹɚ/ (əɹ), la manera como los estadounidenses pronuncian third es /'θɝdʲ/ (ɜɹ), order se pronuncia /'ɔɚðɚ/ (ɔɹ) en esta variedad, al igual que harbor /ˈhɑ:ɚbɚ/ (ɑɑɹ), y la manera en que dicen architect es /'ɑ:ɚkɪˌtʲɛktʲ/. EXCEPCIONES: Las palabras comfortable /ˈkʌmftʲəbɫ̩/ y comfortably /ˈkʌmftʲəblʲi/, en que las letras en negrita no se pronuncian. Pronunciación británica: /'wɔ:tʲə/, /'θɜ:dʲ/, /'ɔ:ðə/, /ˈhɑ:bə/ (escrita harbour en esta y las demás modalidades del idioma inglés), /'ɑ:kɪˌtʲɛktʲ/. Esta pronunciación clara de la R  también se aplica en otras variedades de este idioma, como en el habla de Canadá, los territorios de habla inglesa en el mar Caribe, India, Pakistán, Filipinas, Escocia e Irlanda (tanto en la República como en Irlanda del Norte). En las versiones de Inglaterra, Gales, Trinidad y Tobago, Australia, Nueva Zelanda, Sudáfrica, Nigeria, Malasia y Singapur, entre otras; solo se pronuncia la R si el sonido siguiente es vocal.
- Las letras T y D (sin importar si son una o dos) se pronuncian /ɾ/ (sonido suave de la R del español, como en «pero»), si estas letras se encuentran entre dos sonidos vocales y en sílaba no acentuada. EJEMPLOS: better se pronuncia /'bɛɾɚ/, attitude se dice /ˈæɾɪˌtʲu:dʲ/, la manera de decir potato en esta modalidad del inglés es /pə'tʲeɪ̯ɾoʊ/ o la de daddy es /'dʲæɾi/. Esta pronunciación particular de T y D también aplica en el habla de Canadá, Nueva Zelanda y Australia, y se está volviendo muy común en la pronunciación estándar de este idioma.
- A diferencia de la variedad británica, en que se pronuncia /ɪ/; se usa el sonido /ə/ en sílabas átonas. Esto también sucede en la pronunciación canadiense. EJEMPLOS: emotion /ə'moʊ̯ʃən̩/, roses /'ɹoʊ̯zəz/, behind /bə'ha:ɪndʲ/, united /jʊ̯'naɪɾədʲ/, he dances /'hi: 'dʲænsəz/. En la variedad británica: /ɪ'moʊ̯ʃən̩/, /'ɹoʊ̯zɪz/, /bɪ'ha:ɪndʲ/, /jʊ̯'naɪtʲɪdʲ/, /'hi: 'dʲɑːnsɪz/.
- Hay muchas ocasiones en que la letra O se pronuncia /ɑː/ (sonido A extendido) en esta variedad del inglés. También esta pronunciación se aplica en el inglés canadiense. En la pronunciación original, la británica, es /ɒ/ (sonido parecido a A, pero con los labios ligeramente redondeados). EJEMPLOS: not /'nɑːtʲ/, doctor /'dʲɑːktʲɚ/ (pronunciando la R), option /ˈɑ:pʃən̩/, god /ˈgɑːdʲ/, goddess /ˈgɑ:ðɛs/. En inglés británico: /'nɒtʲ/, /dʲɒktʲə/, /ˈɒpʃən̩/, /ˈgɒ:dʲ/, /ˈgɒðɛs/. Por otro lado, en otras ocasiones, esta misma letra se pronuncia en ambas modalidades norteamericanas como OU (con el sonido O claramente dicho), a diferencia de la pronunciación británica, en que el sonido O no se dice tan claramente. EJEMPLOS: know, no /ˈnoʊ̯/ (para ambas palabras), ocean /ˈoʊ̯ʃən̩/, home /ˈho:ʊ̯m/, road /ˈɹo:̯ʊ̯dʲ/, close /ˈklʲoʊ̯s/ (adjetivo), /ˈklʲo:ʊ:z/ (verbo). En inglés británico, /ˈnəʊ̯/ (para ambas palabras), /ˈəʊ̯ʃən̩/, /ˈhə:ʊm/, /ˈɹə:ʊdʲ/, /ˈklʲəʊ̯s/ (adjetivo), /ˈklʲə:ʊz/ (verbo).
- Algunas palabras que llevan la combinación ARR se pronuncian /ɛɚ/ también aplicado en la variedad canadiense, mientras que en la modalidad británica se pronuncia /æɚ/. EJEMPLOS: carry, marry y carrot se pronuncian /ˈkɛɹi/, /ˈmɛɹi/ y /ˈkɛɹətʲ/, comparadas con la pronunciación británica /ˈkæɹi/, /ˈmæɹi/ y /ˈkæɹətʲ/.
- A diferencia de la pronunciación británica, el sonido /j/ (I consonántica) no se pronuncia antes de U larga si la consonante en la misma sílaba es coronal. Esta pronunciación también aplica en la variedad canadiense. EJEMPLOS: tumor /ˈtʲu:mɚ/, duel /ˈdʲu:əɫ̩/, suit /'su:tʲ/, new /'nu:/, pseudonym /ˈsu:dənɪm/, enthusiasm /ɛn'θu:zɪˌæzəm/, peninsula /pəˈnɪnsəlʲə/, Tuesday /'tʲu:ˌzdʲeɪ̯/, pursue /pɚ'su:/, dew /'dʲu:/, student /'stʲu:ðəntʲ/, lute /'lʲu:tʲ/, presume /pɹəˈzu:m/, seducer /səˈdʲu:sɚ/. En la pronunciación británica: /ˈtʲju:mə/ (escrita tumour en esta y todas las demás variedades del inglés a nivel mundial), /ˈdʲju:əɫ̩/, /'sju:tʲ/, /'nju:/, /ˈsju:dənɪm/, /ɛn'θju:zɪˌæzəm/, /pəˈnɪnsjəlʲə/, /'tʲju:ˌzdʲeɪ/, /pə'sju:/, /'dʲju:/, /'stʲju:ðəntʲ/, /'lʲju:tʲ/, /pɹɪˈzju:m/, /səˈdʲju:sə/, diciendo claramente la I consonántica. Esta pronunciación particular también aplica para los verbos terminados en -duce. EJEMPLOS: reduce, produce, deduce, introduce. Pronunciación estadounidense y canadiense: /ɹəˈdʲu:s/, /pɹəˈdʲu:s/, /dʲəˈdʲu:s/, /ˌɪntʲɹəˈdʲu:s/. Pronunciación británica: /ɹɪˈdʲju:s/, /pɹəˈdʲju:s/, /dʲɪˈdʲju:s/, /ˌɪntʲɹəˈdʲju:s/.
- Otra particularidad del inglés norteamericano (incluida la modalidad canadiense) es pronunciar las vocales en los sufijos -berry, -mony, -bury, -ary, -ery u -ory, hecho que no sucede en la pronunciación británica.

| Palabras | Pronunciación norteamericana (estadounidense y canadiense)         | Pronunciación británica, irlandesa, australiana, neozelandesa, etc. |
| --- | ------------------------------------------------------------------ | ------------------------------------------------------------------- |
| vocabulary, blackberry, stationary, stationery, dromedary, veterinary, temporary, military. cemetery, secretary, etc. | Las letras A o E en negrita se pronuncian claramente como E /ɛɹi/. | Las letras A o E en negrita no se pronuncian.                       |
| territory. mandatory, inflammatory, obligatory, purgatory, inventory, etc.                                            | Las letras O en negrita se pronuncian claramente como O /ɔɹi/.     | Las letras O en negrita no se pronuncian.                           |

En las modalidades norteamericanas se forman cuatro sílabas por estas vocales que sí se pronuncian y dos sílabas acentuadas (excepto en palabras como blackberry, strawberry, gooseberry, blueberry, cranberry y mulberry, que contienen tres sílabas; e inflammatory, vocabulary y veterinary, que contienen cinco sílabas). 
También aplica en palabras como elementary, contemporary y hurricane. Pronunciación norteamericana (canadiense y estadounidense): /ˌɛlʲəˈmɛntʲəɹi/, /kʰənˈtʲɛmpəˌɹɛɹi/, /ˈhɚɹəˌkeɪ̯n/. Pronunciación británica: /ˌɛlʲɪˈmɛntʲɹi/, /kʰənˈtʲɛmpəɹi/, /ˈhʌɹəkən/.
- También es muy común en ambas variedades no pronunciar la T en las combinaciones NT, FT y RT si están en dos sílabas separadas y la segunda es átona (glottal T). Aunque pronunciar la T en las combinaciones NT y FT no se considera del todo un error. EJEMPLOS: mountain /ˈmaʊ̯ˀn/, party /ˈpaɹi/, center /ˈsɛnɚ/, thirty /ˈθɚi/, often /ˈɑ:fən̩/. Esta regla no aplica en palabras como anticipate o articulate, por estar las T en una sílaba tónica separada de la N o de la R: /ænˈtʲɪsəˌpeɪ̯tʲ/, /ɑɚˈtʲɪkjəlʲətʲ/ (adjetivo), /ɑɚˈtʲɪkjəˌlʲeɪ̯tʲ/ (verbo). Casos similares son las palabras into, entry o antique.

| Estadounidense | Británica, canadiense y demás lugares de habla inglesa     |
| --- | ---------------------------------------------------------- |
| advisor | adviser                                                    |
| ameba | amoeba                                                     |
| archeology, archeologist                                                                                           | archaeology, archaeologist                                 |
| ax | axe                                                        |
| baggage | luggage                                                    |
| byproduct | by-product                                                 |
| check (tanto sustantivo como verbo)                                                                                | cheque (sustantivo), check (verbo)                         |
| coauthor | co-author                                                  |
| councilor, counselor                                                                                               | councillor, counsellor                                     |
| counterattack | counter-attack                                             |
| dependent (tanto sustantivo como verbo)                                                                            | dependant (sustantivo), dependent (adjetivo)               |
| disk | disc                                                       |
| (Refiriendo al uso general de estas palabras. Siempre se escribe disc para grabaciones; y disk para computadoras.) |                                                            |
| donut | doughnut                                                   |
| eon, esthetic, esthetics                                                                                           | aeon, aesthetic, aesthetics                                |
| exclamation point !                                                                                                | exclamation mark !                                         |
| fall (estación del año)                                                                                            | autumn                                                     |
| gage | gauge                                                      |
| gray | grey                                                       |
| hirable, likable, namable, ratable, salable, sizable                                                               | hireable, likeable, nameable, rateable, saleable, sizeable |
| jewelry, jeweler                                                                                                   | jewellery, jeweller                                        |
| leukemia | leukaemia                                                  |
| lieutenant /lʲʊˈtʲɛnəntʲ/                                                                                          | lieutenant /lʲɛfˈtʲɛnəntʲ/                                 |
| maneuver | manoeuvre                                                  |
| marvelous | marvellous                                                 |
| medalist, panelist                                                                                                 | medallist, panellist                                       |
| mollusk | mollusc                                                    |
| mold | mould                                                      |
| mustache | moustache                                                  |
| nonplused | nonplussed                                                 |
| omelet | omelette                                                   |
| pajamas | pyjamas                                                    |
| pantyhose | tights                                                     |
| pean | paean                                                      |
| percent | per cent, per-cent                                         |
| preeminent, preempt, preexist, prewar                                                                              | pre-eminent, pre-empt, pre-exist, pre-war                  |
| queuing | queueing                                                   |
| racket | racquet                                                    |
| railroad | railway                                                    |
| reeducate, reelect, reenter, reexamine                                                                             | re-educate, re-elect, re-enter, re-examine                 |
| smolder | smoulder                                                   |
| story, understory                                                                                                  | storey, understorey                                        |
| sulfate, sulfur | sulphate, sulphur                                          |
| ton | tonne                                                      |
| tranquility | tranquillity                                               |
| vacation | holiday                                                    |
| vise | vice                                                       |
| willful | wilful                                                     |
| woolen | woollen                                                    |
| zee Z | zed Z                                                      |

Hay algunas palabras en la ortografía estadounidense que también se utilizan en inglés canadiense. 
| Canadiense y estadounidense                           | Británica y demás lugares de habla inglesa                   |
| ----------------------------------------------------- | ------------------------------------------------------------ |
| airplane                                              | aeroplane                                                    |
| aging                                                 | ageing                                                       |
| aluminum /ə'lʲu:mɪnəm/                                | aluminium /ˌælʲjʊ'mɪniəm/                                    |
| anemia, anemic                                        | anaemia, anaemic                                             |
| anesthesia, anesthetic                                | anaesthesia, anaesthetic                                     |
| apartment                                             | flat                                                         |
| bandana                                               | bandanna                                                     |
| behoove                                               | behove                                                       |
| cab (más comúnmente utilizado)                        | taxi (también posible en las dos variedades norteamericanas) |
| call (por teléfono)                                   | ring                                                         |
| candy                                                 | sweet                                                        |
| carburetor                                            | carburettor                                                  |
| centennial                                            | centenary                                                    |
| cesarean                                              | caesarean                                                    |
| chili                                                 | chilli                                                       |
| cozy, cozier (than), (the) coziest, cozily, coziness  | cosy, cosier (than), (the) cosiest, cosily, cosiness         |
| curb                                                  | kerb                                                         |
| diaper                                                | nappy                                                        |
| diarrhea, gonorrhea                                   | diarrhoea, gonorrhoea                                        |
| draft, draftsman                                      | draught (cuando significa «corriente de aire»), draughtsman  |
| edema, esophagus, estrogen                            | oedema, oesophagus, oestrogen                                |
| elevator                                              | lift                                                         |
| encyclopedia                                          | encyclopaedia                                                |
| feces                                                 | faeces                                                       |
| fetus                                                 | foetus                                                       |
| flutist                                               | flautist                                                     |
| freeway, highway                                      | motorway                                                     |
| garbage, trash                                        | rubbish                                                      |
| gasoline                                              | petrol                                                       |
| gynecology, gynecological, gynecologist               | gynaecology, gynaecological, gynaecologist                   |
| hematologist, hemoglobin, hemorrhage, homeopathy      | haematologist, haemoglobin, haemorrhage, homoeopathy         |
| hauler                                                | haulier                                                      |
| heme                                                  | haem                                                         |
| hiccup                                                | hiccough                                                     |
| ladybug                                               | ladybird                                                     |
| licorice                                              | liquorice                                                    |
| line (fila, cola)                                     | queue                                                        |
| medieval /ˌmi:ðɪˈi:vəɫ/                               | mediaeval /ˌmɛðɪˈi:vəɫ/                                      |
| parking lot                                           | car park                                                     |
| pediatrics, pediatrician                              | paediatrics, paediatrician                                   |
| peddler                                               | pedlar                                                       |
| period (El punto al final de enunciado o abreviatura) | full stop                                                    |
| plow                                                  | plough                                                       |
| power outage                                          | power cut                                                    |
| raccoon                                               | racoon                                                       |
| routing                                               | routeing                                                     |
| schedule                                              | timetable                                                    |
| sidewalk                                              | pavement                                                     |
| skepticism, skeptic, skeptical                        | scepticism, sceptic, sceptical                               |
| soccer                                                | football                                                     |
| specialty                                             | speciality                                                   |
| subway                                                | underground                                                  |
| takeout                                               | takeaway                                                     |
| toward                                                | towards                                                      |
| tire                                                  | tyre                                                         |
| truck                                                 | lorry                                                        |
| trunk (en carros)                                     | boot                                                         |
| yogurt                                                | yoghurt                                                      |

| Estadounidense                                                                               | Británico y Mancomunidad de Naciones                                                       |
| -------------------------------------------------------------------------------------------- | ------------------------------------------------------------------------------------------ |
| -er (center, theater...) También válido para las conjugaciones centers, centered y centering | -re (centre, theatre...) También válido para las conjugaciones centres, centred y centring |
| -ize, -yze (realize, analyze...)                                                             | -ise, -yse (realise, analyse...) Canadá y Oxford: realize, analyze...                      |
| -og (dialog, analog...)                                                                      | -ogue (dialogue, analogue...)                                                              |
| -or (color, favor, labor...)                                                                 | -our (colour, favour, labour...)                                                           |
| -ling, -led, -ler, -lation (traveling, traveled, traveler, cancelation)                      | -lling, -lled, -ller, -llation (travelling, travelled. traveller, cancellation)            |
| -ce / -se [ambos casos] (license / to license; practice / to practice)                       | -ce [sustantivos] -se [verbos] (practice / to practise; licence / to license)              |
| skeptical (también en Canadá)                                                                | sceptical                                                                                  |
| jewelry, jeweler                                                                             | jewellery, jeweller                                                                        |
| crazy                                                                                        | mad                                                                                        |
| skillful (también aplicado en Australia y Canadá)                                            | skilful                                                                                    |
| sidewalk                                                                                     | pavement (Australia: footpath)                                                             |
| mad                                                                                          | angry                                                                                      |
| gotten                                                                                       | got                                                                                        |

## Vocabulario
Estados Unidos ha dado al léxico inglés miles de palabras, significados y frases. Varios miles se usan ahora en el inglés hablado internacionalmente; sin embargo, otras murieron poco tiempo después de su creación.

### La creación de un léxico estadounidense
El proceso de creación de nuevas palabras comenzó tan pronto como los colonos comenzaron a tomar prestados nombres de la flora, fauna y topografía de los idiomas indígenas. Ejemplos de tales nombres son opossum, raccoon (mapache), squash (calabaza) y moose (alce), de origen algonquino. Otros préstamos de estas lenguas, como wigwam o moccasin, describen objetos de uso común entre los indígenas de la región. Los idiomas de otras naciones colonizadoras también contribuyeron al léxico estadounidense: por ejemplo, cookie (galleta), cruller y pit (carozo o "hueso" de una fruta), del holandés; levee, portage y (probablemente) gopher, del francés; barbecue (barbacoa), stevedore

(estibador), del español.
Entre las adiciones más tempranas y notables del inglés regular al vocabulario estadounidense, que datan de los primeros días de la colonización hasta principios del siglo XIX, existen términos que describen las características del paisaje estadounidense: por ejemplo, run, branch, fork, snag, bluff, gulch, neck (de los bosques), barrens, bottomland, notch, knob, riffle, rapid[s], watergap, cutoff, trail, timberline y divide. Palabras ya existentes tales como creek, slough, sleet y –en un uso posterior– watershed recibieron nuevos significados, desconocidos en la metrópoli. El inglés de EE. UU. está muy influenciado por el español, con el que convive debido a la inmigración del sur del continente y de la inclusión en el país de lugares como Texas o Nuevo México, donde la lengua española está presente desde la fundación de dichos territorios y aún se sigue usando como segunda lengua por hablantes nativos de estos lugares.

### Nuevas palabras de origen estadounidense
Muchas palabras que son entendidas por todo el mundo anglohablante son de origen estadounidense, por ejemplo:
- O.K., que quiere decir "de acuerdo / vale", "bueno" o "suficiente"; se usa como interjección, adjetivo y adverbio.
- Belittle, "despreciar".
- Gerrymander, "aprovecharse de las divisiones y los distritos en unas elecciones".
- Blizzard, "gran nevada".
- Teenager, "adolescente", que está en "la edad de los teen" (de 13 a 19 años) en referencia a los números terminados en -teen en inglés.

### Palabras que ya no se usan fuera de Estados Unidos
Hay una cantidad de palabras antiguas de origen inglés que ya no se usan fuera de los Estados Unidos y hoy en día se consideran "inglés estadounidense", por ejemplo:
- fall, literalmente "caída", significa asimismo "otoño" en los Estados Unidos, debido a la caída de las hojas de los árboles durante la estación del otoño. En el Reino Unido, se dice autumn (palabra también conocida en los Estados Unidos), cognado de la palabra española otoño.
- gotten, en vez de got, participio pasado de to get, que quiere decir "obtener", "conseguir", "sacar" y también "recibir".
- creek es una palabra para decir "quebrada" o "arroyo". Es más pequeño que un río.

Además, el modo subjuntivo es un poco más usado en el inglés estadounidense: He insisted that his daughter's first name be changed en vez de He insisted that his daughter's first name should be changed.